# Венетські Передальпи
Венетські Передальпи чи Венетські Альпи — гірський хребет, частина Передальп, розташований на південному сході Альп в італійському регіоні Венето, що на північному сході країни. Венетські Передальпи, спускаючись на півдні вниз до долини По, служать своєрідним входом до самих Альп. Найвища вершина — Кол Нудо, що сягає 2472 метрів.

## Опис
Згідно з визначенням Єдиного міжнародного орографічного поділу Альпійської системи (SOIUSA), Венетські Передальпи — це частина Альп, що належить до Південно-Східних Альп; до цієї ділянки, окрім Венето, входять також деякі райони Трентіно та Фріулі.
Згідно з класифікацією Альп Німецького та Австрійського альпійського клубу (AVE), Венетські Передальпи є частиною Карнічних Передальп. У Поділу Альп таке визначення не вживане, натомість використано назву Тривенетські Альпи, що, однак, вказує на дуже розлогу смугу, що включає як Венетські Передальпи, так і Передальпи регіону Фріулі — Венеція Джулія.
За італійським традиційним дидактичним поділом Альп застосовується вираз «Венетські Передальпи», що включає всі Передальпи, розташовані в регіоні Венето, разом із гірським масивом Монте Бальдо (останній за іншими критеріями зараховуть до Ломбардських Передальп).

## Протяжність і межі

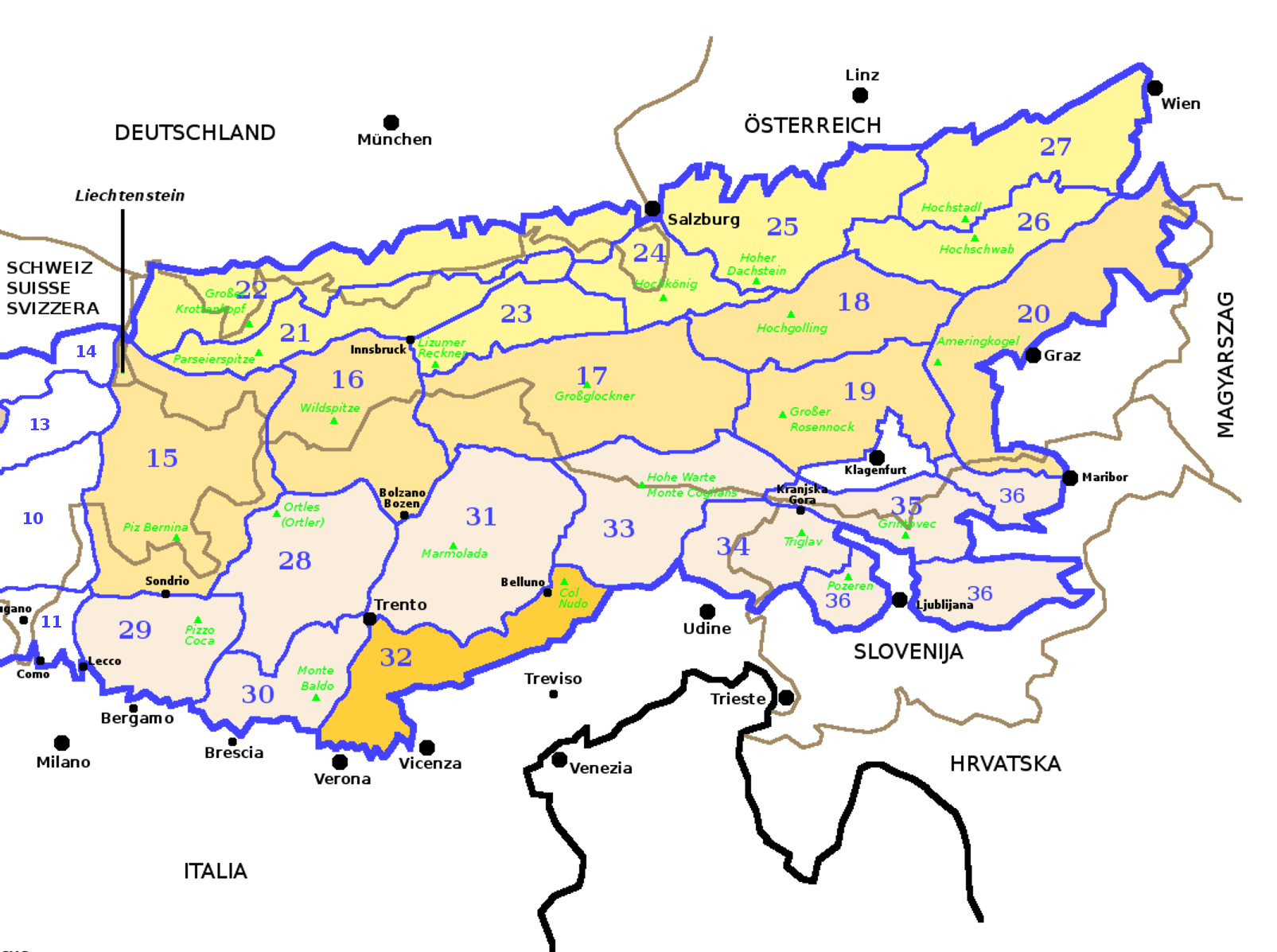
Венетські Передальпи (ділянка номер 32) на мапі поділу Східних Альп

За визначенням Єдиного міжнародного орографічного поділу Альпійської системи Венетські Передальпи простягаються від річки Адідже на заході до долини Вальчелліна на сході, між провінціями Тренто (в Трентіно-Альто-Адідже), Вероною, Віченцою, Тревізо, Беллуно (у Венето) і Порденоне (у Фріулі-Венеція Джулія).
За цією ж класифікацією вони межують:
- на півночі з Доломітовими Альпами, від яких їх відокремлюють Селла ді Перджин, Вальсугана, Селла ді Артен і течія річки П'яве;
- на північному сході з Карнічними та Гайльськими Альпами, від яких їх відділяють Пассо ді Сант'Освальдо та Вальчелліна;
- на південь з долиною По;
- на захід з Брешіанським і Гардезанським Передальпами, від яких їх відділяє річка Адідже.

## Поділ
Згідно із класифікацією Єдиного міжнародного орографічного поділу Альпійської системи, Венетські Передальпи поділяються таким чином із заходу на схід:
- Вічентинські Передальпи
  - Лессінія (гірський масив і географічна зона)
  - Малі Доломіти
  - Група Плато (Алтіп'яні)
- Передальпи Беллуно
  - Масив Граппа
  - Гірський ланцюг Кавалло-Вісентін

## Вершини
Найважливіші вершини:
- Кол Нудо (2472), між провінціями Беллуно і Порденоне, на східному краю.
- Чима Додічі (2341) на північній околиці плато Азіаґо
- Чима Портуле (2310) на північнім краї плато Азіаґо
- Чима Кареґа 2259) у масиві Carega
- Чима Палон 2232) в Пазубіо
- Монте Кавалло (2251)
- Монте Граппа (1775)
- Кол Вісентін (1764)

## Галерея зображень

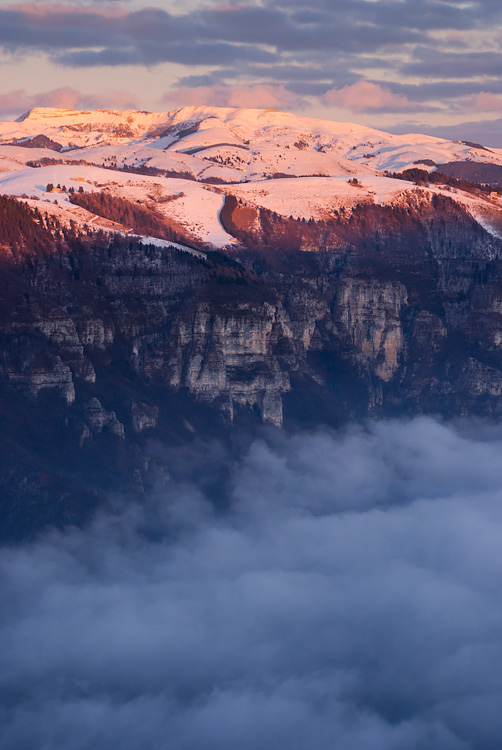
Монте Граппа
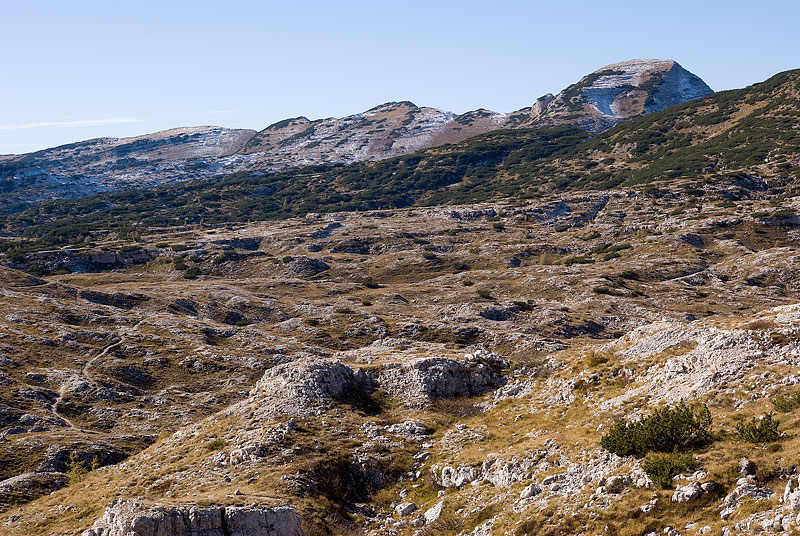
Чима XII
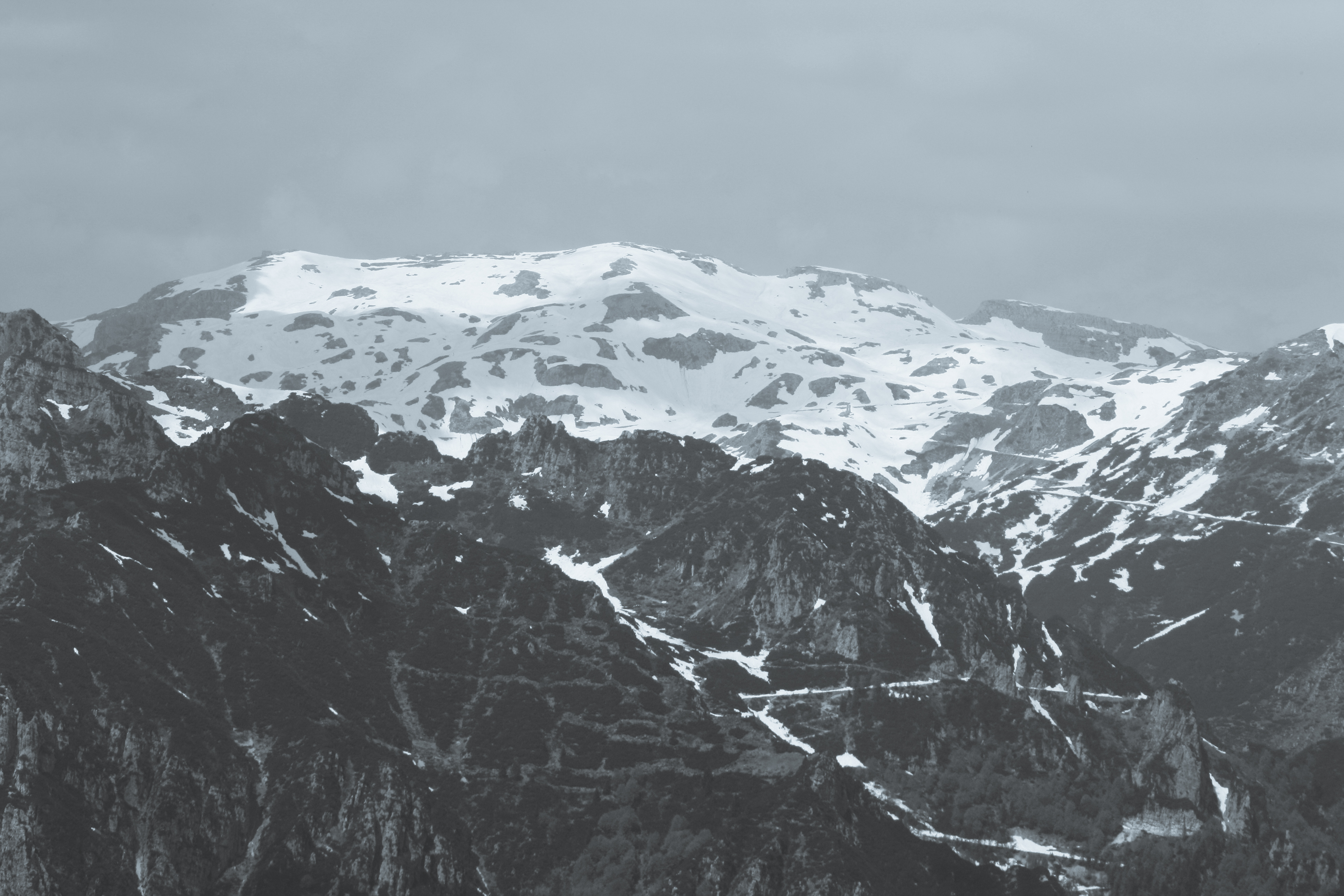
Пазубіо
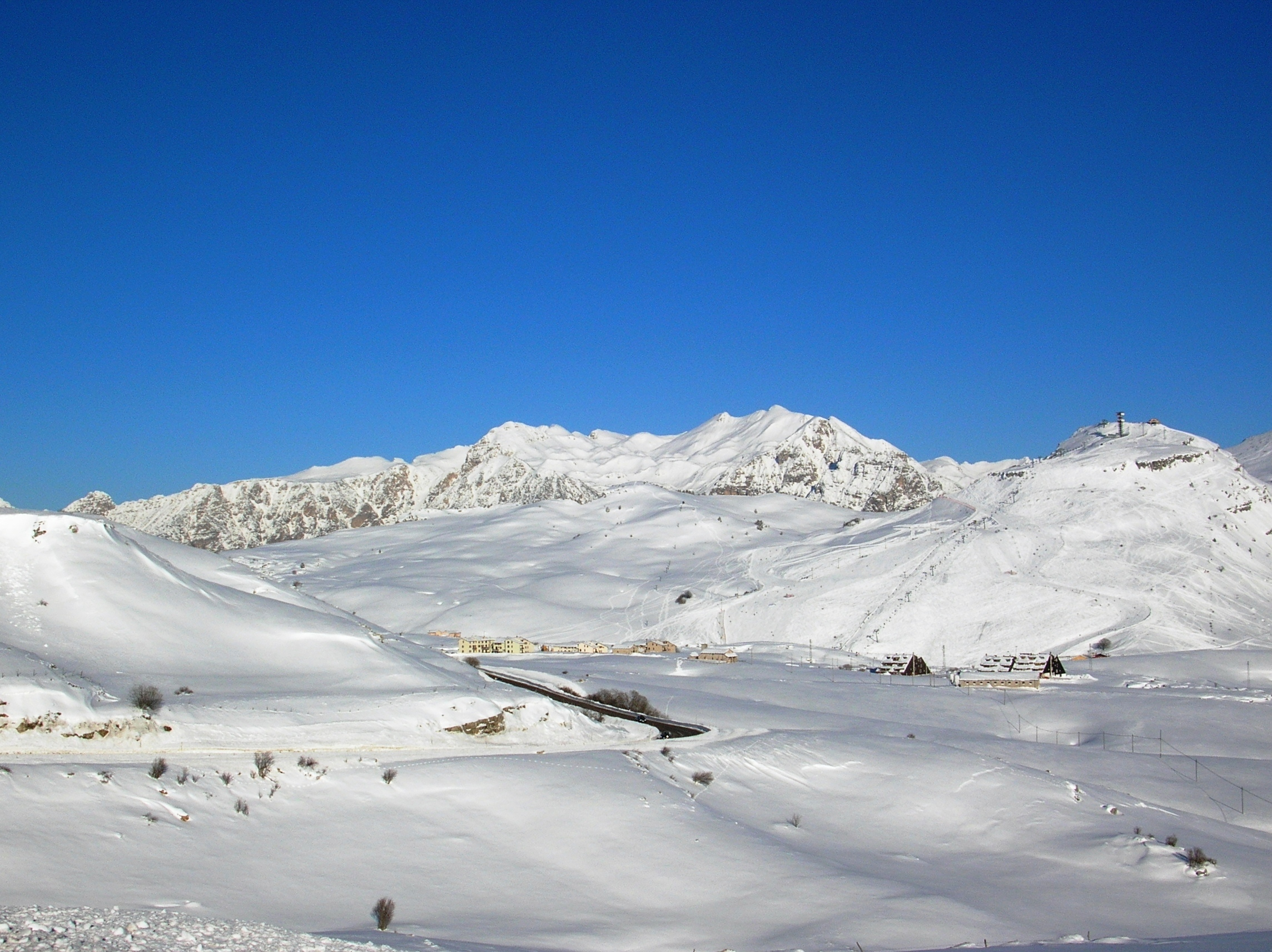
Лессінія
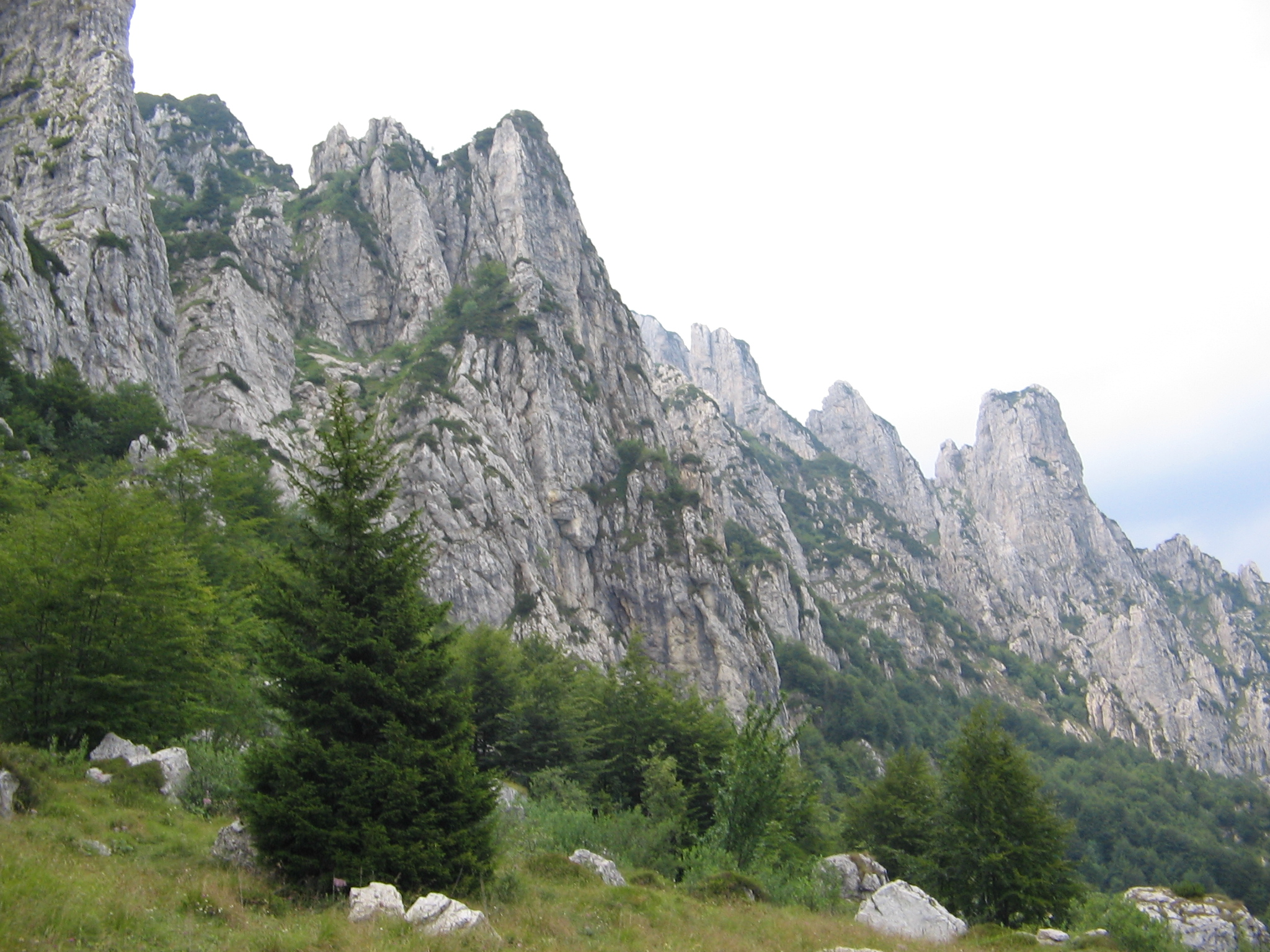
Малі Доломіти
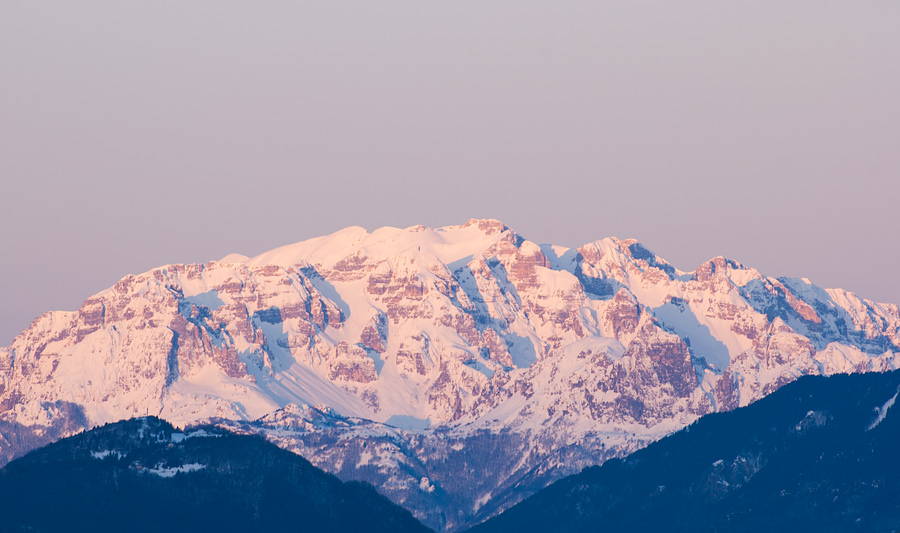
Чима Кареґа
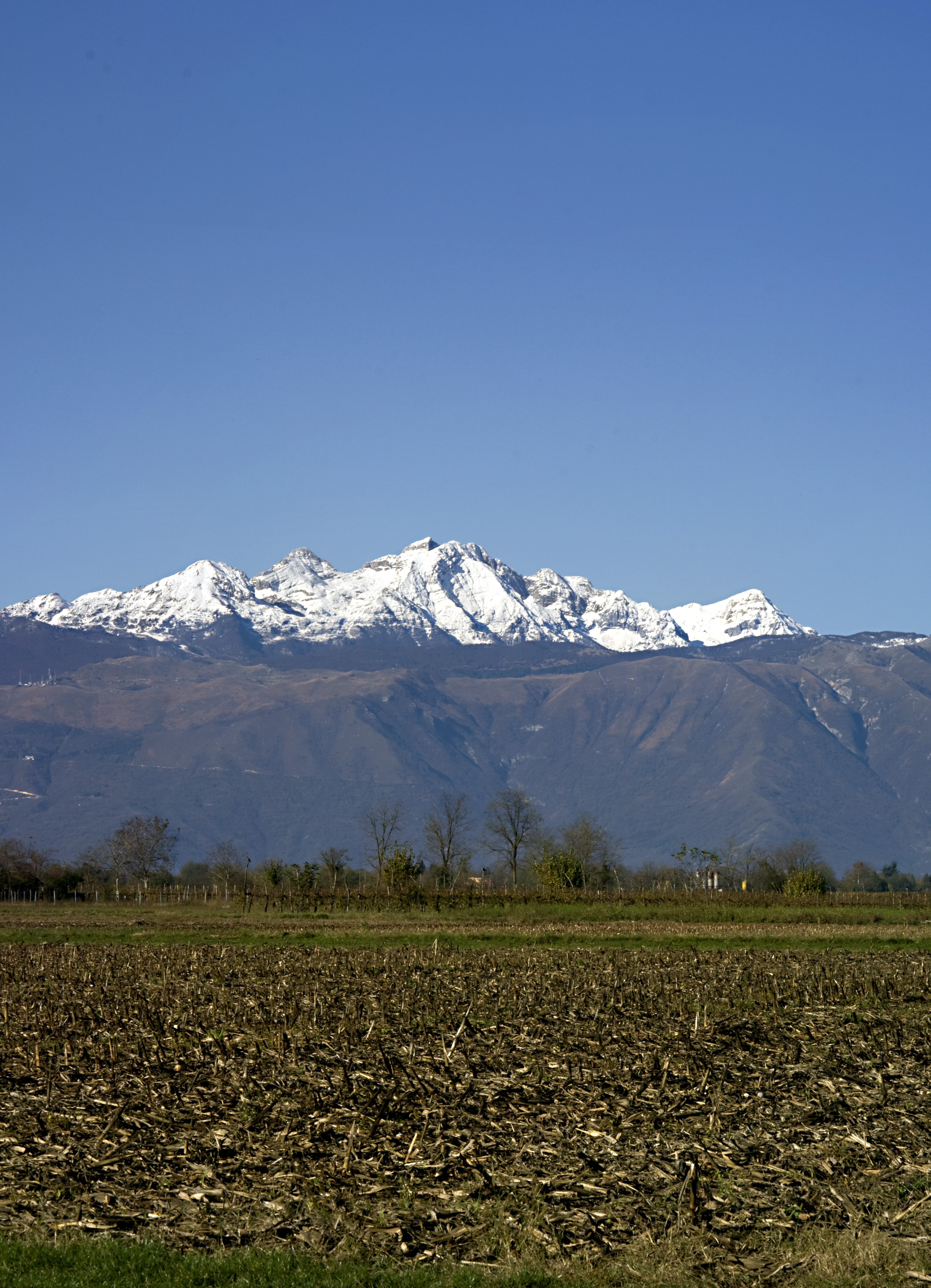
Монте Кавалло